# Sandaohezi (köpinghuvudort i Kina, Xinjiang Uygur Zizhiqu, lat 44,33, long 85,62)
Sandaohezi (kinesiska: 三道河子, 三道河子镇) är en köpinghuvudort i Kina. Den ligger i den autonoma regionen Xinjiang, i den nordvästra delen av landet, omkring 170 kilometer väster om regionhuvudstaden Ürümqi. Antalet invånare är 60 129. Befolkningen består av 27 800 kvinnor och 32 329 män. Barn under 15 år utgör 15,0 %, vuxna 15-64 år 77 %, och äldre över 65 år 6,0 %.
Runt Sandaohezi är det glesbefolkat, med 16 invånare per kvadratkilometer. Sandaohezi är det största samhället i trakten. Trakten runt Sandaohezi består i huvudsak av gräsmarker.
Genomsnittlig årsnederbörd är 287 millimeter. Den regnigaste månaden är juli, med i genomsnitt 53 mm nederbörd, och den torraste är februari, med 11 mm nederbörd.